# .sk
.sk ist die länderspezifische Top-Level-Domain (ccTLD) des Staates Slowakei. Sie wurde am 29. März 1992 von der IANA eingeführt und wird von der SK-NIC mit Hauptsitz in Bratislava betrieben. Ihr direkter Vorläufer war .cs für die Tschechoslowakei, deren Betrieb erst Mitte der 2010er Jahre zusammen mit vielen anderen veralteten TLDs vollständig eingestellt wurde.

## Eigenschaften
Insgesamt darf eine .sk-Domain zwischen drei und 60 Zeichen lang sein, die Vergabe dauert in der Regel zwischen zwei und vier Tagen. Internationalisierte Domainnamen sind derzeit nicht nutzbar, sodass nur alphanumerische Zeichen in Lateinschrift verwendet werden können. Im Vergleich zu manch anderen ccTLDs mussten Inhaber einer Domain einen Wohnsitz oder eine Niederlassung in der Slowakei vorweisen, was von der Vergabestelle auch streng überprüft wurde. Im Zuge des EU-Beitritts der Slowakei hatten zahlreiche Domain-Registrare damit begonnen, über den Umweg eines Treuhänders die Konnektierung dennoch zu ermöglichen. Dabei wurde eine dritte Person mit Sitz im Land pro forma in das Whois-Verzeichnis eingetragen. Seit dem 1. September 2017 reicht ein Wohn- oder Firmensitz innerhalb von EU oder EFTA aus.